# ميقونة ببغائية
ميقونة ببغائية (الاسم العلمي: Mucuna psittacina) هي نوع من النباتات تتبع جنس الميقونة من الفصيلة البقولية.